# Гамма Персея
Гамма Персея (γ Персея, Gamma Persei, γ Persei, сокращ. gam Per, γ Per), — двойная звезда в северном созвездии Персея. Гамма Персея имеет видимую звёздную величину +2,93m, и, согласно шкале Бортля, видна невооружённым глазом даже на внутригородском небе (англ. Inner-city).
Из измерений параллакса, полученных во время миссии Hipparcos, известно, что звезда удалена примерно на 243 св. лет (75 пк) от Земли. Звезда наблюдается севернее 37° ю. ш., то есть видна севернее острова Северный (Новая Зеландия), острова Санта-Мария и города Коронель (Чили), обл. Патагонии, островов Тристан-да-Кунья и Святой Елены. Лучшее время для наблюдения — ноябрь. Примерно в 4° к северу от Гамма Персея находится радиант ежегодного метеорного потока Персеид.
Гамма Персея движется весьма медленно относительно Солнца: её радиальная гелиоцентрическая скорость практически равна 3 км/с, что составляет 30 % от скорости местных звёзд Галактического диска, а также это значит, что звезда удаляется от Солнца. По небосводу звезда движется на юго-восток.

## Имя звезды
Гамма Персея (латинизированный вариант лат. Gamma Persei) является обозначением Байера, данным им звезде в 1603 году. Хотя звезда и имеет обозначение ν (Гамма — 3-я буква греческого алфавита), однако сама звезда — 5-я по яркости в созвездии. 23 Персея (латинизированный вариант лат. 23 Persei) является обозначением Флемстида.
Гамма Персея вместе с Дельта Персея, Пси Персея, Сигма Персея, Альфа Персея и Эта Персея составляют астеризм Сегмент Персея.
В китайской астрономии звезда входила в созвездие 天 船 (Tiān Chuán), что означает «Желудок» и относится к астеризму «Небесная лодка», состоящему из Эта Персея, Гамма Персея, Альфа Персея, Пси Персея, Дельта Персея, 48 Персея, Мю Персея и HD 27084. Следовательно, китайское название для Гамма Персея — 天船二 (Tiān Chuán èr, «Вторая звезда Небесной лодкм» (англ. the Second Star of Celestial Boat).
Обозначения компонентов как Гамма Персея Aa,Ab и AB вытекают из конвенции, используемой Вашингтонским каталогом визуально-двойных звёзд (WDS) для звёздных систем, и принятого Международным астрономическим союзом (МАС).

## Свойства двойной звезды
Гамма Персея— это широкая пара звёзд. В телескоп видно, что это две звезды, блеск которых +3,60m и +3,80m. Обе звезды отдалены друг от друга на угловое расстояние в 0,144 ", что соответствует большой полуоси орбиты между компаньонами, по крайней мере, 8,315 а.е. и периоду обращения по крайней мере, 5329,8 дн. или 14,6 лет (для сравнения радиус орбиты Сатурна равен 9,54 а.е. и период обращения равен 29,46 лет). У орбиты довольно большой эксцентриситет, который равен 0,785 (почти такой же, как у Бета Овна). Таким образом, в процессе вращения друг вокруг друга звёзды, то сближаются на расстояние 1,78 а.е. (то есть почти до орбиты Марс (1,52 а.е.), то удаляются на расстояние 14,8 а.е. (то есть примерно до точки, находящейся на полпути между орбитами Сатурна (9,54 а.е.) и Урана (19,22 а.е.). Наклонение в системе довольно велико и составляет 90,9°, то есть звезды в системе Гамма Персея вращаются «лёжа на боку», как это видится с Земли. Эпоха периастра, то есть год, когда звезды приблизились друг к другу на минимальное расстояние — 2019 год.
Затмение в системе Гамма Персея впервые наблюдалось в 1990 году и оно длилось две недели. Во время затмения первичный элемент, то есть Гамма Персея Aa, проходил перед вторичным, то есть Гамма Персея Ab, в результате чего яркость системы уменьшилась на 0,55m. Следующее затмение в системе Гамма Персея было в 2005 году, но в то время звезда была так близко к Солнцу, что было очень трудно его увидеть. Следующее затмение в системе наблюдалось в 2019 году.
Оценки масс обоих звёзд весьма неопределённые:
- используя спекл-интерферометрию, McAlister (1982) получил оценки массы 4,73 {\displaystyle M_{\bigodot }} для первичного компонента и 2,75 {\displaystyle M_{\bigodot }} для вторичного компонента. Он отметил, что оценка массы была слишком высока для данной спектральной классификации[24];
- Martin и Mignard (1998) определили массы для обоих компонентов на основе данных миссии Hipparcos: 5,036±0,951 {\displaystyle M_{\bigodot }} для первичного компонента и 2,295±0,453 {\displaystyle M_{\bigodot }} для вторичного. Они признают, что высокий наклон орбиты привёл к большой погрешности[25];
- Prieto и Lambert (1999) дали с оценку массы 3,81 {\displaystyle M_{\bigodot }} для первичного компонента[26], в то время как Pizzolato и Maggio (2000) получили 4,34 {\displaystyle M_{\bigodot }}[4];
- Ling и соавт. (2001) получили оценки 2,7 {\displaystyle M_{\bigodot }}[4] для первичного компонента и 1,65 {\displaystyle M_{\bigodot }} для вторичного[9].

Если мы будем смотреть со стороны Гамма Персея Aa на Гамма Персея Ab, то мы увидим бело-жёлтую звёздочку, которая светит с яркостью от −26,96m, то есть с яркостью 1,22 светимости Солнц (в среднем, в зависимости от положения звезды на орбите). Причём угловой размер звезды (в среднем) будет — ~0,11°, что составляет 22 % нашего Солнца. С другой стороны, если мы будем смотреть со стороны Гамма Персея Ab на Гамма Персея Aa, то мы увидим жёлтую звезду, которая светит с яркостью −28,25m, то есть с яркостью 4,00 светимости Солнц. Причём угловой размер звезды (в среднем) будет — ~0,66°, что составляет 133 % диаметра нашего Солнца. Более точные параметры звёзд приведены в таблице:
| | В периастре (1,78 а.е.)       | В периастре (1,78 а.е.) | В периастре (1,78 а.е.)        | В периастре (1,78 а.е.) | В апоастре (14,8 а.е.)        | В апоастре (14,8 а.е.) | В апоастре (14,8 а.е.)         | В апоастре (14,8 а.е.) |
| m | {\displaystyle L_{\bigodot }} | D°                      | {\displaystyle D_{\bigodot }}% | m                       | {\displaystyle L_{\bigodot }} | D°                     | {\displaystyle D_{\bigodot }}% |                        |
| --- | ----------------------------- | ----------------------- | ------------------------------ | ----------------------- | ----------------------------- | ---------------------- | ------------------------------ | ---------------------- |
| A→B | -30,31                        | 26,6                    | ~0,5                           | ~100 %                  | -25,71                        | 0,38                   | ~0,06                          | 12,6 %                 |
| B→A | -31,60                        | 87,19                   | ~3,1                           | ~621 %                  | -27,00                        | 1,26                   | ~0,37                          | ~75 %                  |
| - m — видимая звёздная величина; - {\displaystyle L_{\bigodot }} — светимость, выраженная в светимостях Солнца; - D° — угловой диаметр звезды выраженный в градусах (угловой диаметр Солнца — 0,5°); - {\displaystyle D_{\bigodot }}% — диаметр звезды выраженный в процентах от диаметра Солнца; |                               |                         |                                |                         |                               |                        |                                |                        |

### Свойства компонента Aa
Гамма Персея Aa — судя по её спектральному классу G8III (подобен вторичному компоненту Капеллы) является проэволюционировавшим жёлтым гигантом, поскольку его масса равная 2,7 {\displaystyle M_{\bigodot }}, то есть вместо водорода ядерным «топливом» в ядре звезды уже служит гелий, а сама звезда сошла с главной последовательности. Звезда, в таком случае, будет излучать энергию со своей внешней атмосферы при температуре порядка 5170 К что будет придавать ей характерный жёлтый цвет звезды спектрального класса G.
В связи с большой светимостью звезды её радиус может быть измерен непосредственно, и первая такая попытка была сделана в 1922 году и поскольку звезда двойная, то скорее всего измерялся радиус наиболее яркого компонента. Данные об этих измерениях приведены в таблице.
| Год  | m    | Спектр | D (mas) | Rабс ({\displaystyle R_{\bigodot }}) | Комм.  |
| 1922 | 3.08 | F5+A3  | 3.2     | 6.6                                  | [ 28 ] |
| 1969 | 3.29 | G8III  | 3.1     | —                                    | [ 29 ] |

Сейчас мы знаем, что исходя из значения поверхностной гравитации, чьё значение равно 2,83 СГС или 6,76 м/с2, радиус звезды должен быть 10,37 {\displaystyle R_{\bigodot }}, то есть оба измерения были в общем адекватным, но не точным. Из температуры и радиуса звёзды, используя закон Стефана-Больцмана, можно узнать, что светимость Гамма Персея Aa составляет порядка 68,8 {\displaystyle L_{\bigodot }}.
Скорость вращения у Гамма Персея Aa почти в 25 раз больше солнечной и равна 50 км/с, что даёт период вращения звезды — 5,35 дня.
К сожалению, не известен текущий возраст системы, но известно, что звёзды с массой 2,7 {\displaystyle M_{\bigodot }} живут на главной последовательности порядка 620 млн. лет. Так же судя по её массе звезда родилась как бело-голубой карлик, спектрального класса B9V. В настоящее время звезда является жёлтым гигантом и, таким образом, через несколько миллионов лет Гамма Персея Aa станет красным гигантом. При чём в этой фазе своего существования она может поглотить Гамма Персея Ab, возможно, произведя вспышку, подобную новой звезде, а затем, сбросив внешние оболочки, она станет белым карликом.

### Свойства компонента Ab
Звезда Гамма Персея Ab является бело-жёлтым карликом спектрального класса A2V то есть водород в ядре звезды служит ядерным «топливом», а сама звезда находится на главной последовательности. Звезда излучает энергию со своей внешней атмосферы при температуре порядка 7895 К что будет придавать ей характерный бело-жёлтый цвет звезды главной последовательности спектрального класса A. Масса звезды, равная 1,65 {\displaystyle M_{\bigodot }} более характерна для карликов спектрального класса A9V, а это значит, что звезда эволюционирует: её температура повышается, радиус увеличивается и сейчас он должен быть равен 1,75 {\displaystyle R_{\bigodot }}. Из температуры и радиуса звезды, используя закон Стефана-Больцмана, можно узнать, что их светимость составляет порядка 9,5 {\displaystyle L_{\bigodot }}.

## История изучения кратности звезды
В 1831 году Д. Гершель открыл двойственность Гамма Персея, то есть открыл компонент AB и звёзды вошли в каталоги как HJ 2170. Затем в 1955 году Р. Уилсон, основываясь на записях от 1939 года, открыл что компонент A является спектрально-двойной звездой и звезды вошла в каталоги как WRH 29. Согласно Вашингтонскому каталогу визуально-двойных звёзд, параметры этих компонентов приведены в таблице:
| Компонент | Год  | Количество измерений | Позиционный угол | Угловое расстояние | Видимая звёздная величина компонента I | Видимая звёздная величина компонента II |
| Aa,Ab     | 1939 | 66                   | 49°              | 0.1″               | 3.60m                                  | 3.80m                                   |
| Aa,Ab     | 1993 | 66                   | 69°              | 0.1″               | 3.60m                                  | 3.80m                                   |
| Aa,Ab     | 2007 | 66                   | 246°             | 0.1″               | 3.60m                                  | 3.80m                                   |
| AB        | 1831 | 8                    | 325°             | 60.0″              | 2.93m                                  | 10.8m                                   |
| AB        | 1879 | 8                    | 324°             | 57.7″              | 2.93m                                  | 10.8m                                   |
| AB        | 1938 | 8                    | 326°             | 57.0″              | 2.93m                                  | 10.8m                                   |
| AB        | 2002 | 8                    | 325°             | 56.8″              | 2.93m                                  | 10.8m                                   |

Обобщая все сведения о звезде, можно сказать, что у звезды Гамма Персея есть спутник (компонент Aa,Ab), звезда 4-й величины, находящийся на очень малом угловом расстоянии, которое он изменил, двигаясь по эллиптической орбите, в течение последних почти 100 лет и он, несомненно, настоящий компаньон. Рядом находится, звезда 11-й величины (компонент AB), лежащая на угловом расстоянии 56,80 секунд дуги и которая, судя по её движению, в систему Гамма Персея не входит, являясь просто фоновой звездой, лежащей на линии прямой видимости.